# オルド・マリク
オルド・マリク（اوردو ملک/Ordu Malik、? - 1361年）は、「大紛乱時代」のジョチ・ウルスのハン。1361年夏頃にシバン家のテムル・ホージャに代わってハン位に就いたとされるが、文献史料における記録に乏しくその事蹟については不明な点が多い。

## 概要
1360年、バトゥ・ウルスが内乱状態に陥ったのに乗じてシバン家のヒズルが首都サライを占領し、シバン家の王族としては始めてハンを称した。しかし1361年にヒズルは息子のテムル・ホージャに殺されてしまい、そのテムル・ホージャもまた西方の有力者ママイとの対立の果てに殺された後、サライでハン位に就いたのがオルド・マリクであった。ジョチ・ウルスで鋳造されていたコインには君主名・発行年・発行地が刻まれており、「ūldū malik」という君主名、ヒジュラ暦762年(1360年-1361年)、サライ・アル・ジェディード(新サライ)もしくはアザク(アゾフ)発行と記されたコインが発見されていることから、オルド・マリクはテムル・ホージャの死後、1361年中に即位したと考えられている。「大紛乱」期のコインの出土状況を整理したシドレンコは、オルド・マリクはコインの稀少さから在位期間は1ヶ月ほどで、1361年の6〜8月頃に在位していたと推測している。ただし、オルド・マリクの支配権はサライ・アザク一帯に限られたようで、同年中にはグリスタン(アフトゥバ川流域)でヒズル・ハンの弟ムラードがコインを発行しており、また西方のママイの領地もオルド・マリクの支配が及ばなかったと考えられる。
オルド・マリクの先代のヒズル、テムル・ホージャ父子の事蹟がロシア語史料・イスラム史料双方に特筆されるのに対して、文献史料上では「オルド・マリク」に関する記述はほとんどない。イスラム史料の中では、ヤズディーの『ザファル・ナーマ』、ホーンデミールの『伝記の伴侶』等に載せられる「ジョチ・ウルス君主一覧」にもオルド・マリクの名前は挙げられない。唯一、『ムイーン史選』にのみ「ケルディ(کلدی/Keldi)の後、ヒズル(خضر/Khiẓr)の前」に即位した人物として「オルダ・シャイフ(اولده شیخ/Ūlda šayḫ)」の名を挙げており、この「オルダ・シャイフ」が「オルド・マリク」と同一人物と考えられている。『ムイーン史選』によると、オルダ・シャイフは「白帳ハン(オルダ・ウルス君主)」のエレゼンの息子であるとされ、「ケルディの後にパーディシャー(帝王)となったが、彼もまた殺された」とされる。ただし、『ムイーン史選』のジョチ・ウルスに係る記述は屡々問題を含んでおり、そのまま史実として認められない。後述するように「エレゼンの息子である」というのは極めて疑わしく、他の史料との比較から「ケルディ・ベクの後即位し、オルダ・シャイフ(＝オルド・メリク)の死後ヒズルが即位した」という在位順も史実と認められない。
ティムール朝で編纂され、チンギス・カン家一族の系譜を網羅する『高貴系譜(ムーイッズル・アンサーブ)』には、「オルド・マリク」という名称のジョチ家の王族が一人だけ記録されており、ジョチの13男であるトカ・テムルの息子バヤンの息子ダーニシュマンドの息子エル・トタルの息子であるとされる。『高貴系譜』の記述は明白な誤謬を多数含む『ムイーン史選』の系譜よりは信憑性があるが、この「オルド・マリク」が「テムル・ホージャの後にハン位に就いた人物」と明記されているわけではなく、年代的な意味合いからこの比定に反対する学説もある。もしこのオルド・マリクの比定が正しいとすれば、『高貴系譜』の記載に基づきオルド・マリクにはトゥルケン(turkān)という娘とクトルク(qutluq)という息子がいたことが分かる。
オルド・マリクの最期については不明な点が多いが、コインの出土状況から1361年夏頃に亡くなり、その後をケルディ・ベクという王族が継いだと推定されている。

## 系図

### 『ムイーン史選』に基づく系図
- ジョチ(Jöči ＞朮赤/zhúchì,جوچى خان/jūchī khān)
  - ボアル(Bo’al ＞بوول/būāl)
    - タタル(Tatar ＞تاتار/tātār)
      - ノガイ(Noγai ＞نوقاى/nūqāy)
        - サシ・ブカ(Sasi buqa ＞ساسی بوقا/sāsī būqā)
          - エレゼン(Erezen ＞یرزن/īrazan)
            - ムバーラク・ホージャ(Mubarak Khwaja ＞مبارک خواجہ/mubārak khwāja)
            - チンバイ(Čimbay ＞جیمبای/jīmbāy)
            - オルダ・シャイフ(Orda šayḫ ＞اولده شیخ/Ūlda šayḫ)

### 『高貴系譜』に基づく系図
- ジョチ(Jöči ＞朮赤/zhúchì,جوچى خان/jūchī khān)
  - トカ・テムル(Toqa temür ＞توقا تیمور/tūqā tīmūr)
    - バヤン(Bayan ＞بایان/bāyān)
      - ダーニシュマンド(Danišmand ＞دانشمند/Dānišmand)
        - エル・トタル(El-Tutar ＞یل توتال/īl tūtāl)
          - オルド・マリク(Ordu Malik ＞اولده شیخ/ūldū malik)＝オルダ・シャイフと同一人物か